# Heš stablo
U informatici heš stablo se odnosi na:
- Heš stablo (strukturu podataka), stablo koje se koristi za povezivanje heš vrednosti sa ključevima.
- Prostorno efikasnu impelementaciju proređenog stabla, u kom potomci svakog čvora mogu biti isprepletani u memoriji. (Ime sugeriše sličnost sa zatvorenom heš tabelom).[1]
- Strukturu podataka koja „kombinuje osobine heš tabele i LC stabla radi bržeg obavljanja pretrage i izmena stabla“.[2]